# Ligue de Heidelberg
Pour les articles homonymes, voir Ligue.
La ligue de Heidelberg est une alliance constituée, au moment où Charles Quint se retire du pouvoir, entre les princes protestants allemands, pour s'opposer au maintien de l'Empire, tel qu'il fut gouverné pendant plusieurs décennies, et à sa transmission intégrale au fils de l'empereur, Philippe, et obtenir un partage, afin d'affaiblir l'omnipotente dynastie des Habsbourg.

## Historique
En 1553, l'Europe est totalement dominée par les Habsbourg, famille autrichienne et maîtresse du Saint-Empire et du royaume d'Espagne. Charles Quint, alors empereur du Saint-Empire romain germanique et roi d'Espagne (pour ses titres les plus importants), est l'un des souverains les plus puissants de l'Occident.
À la mort de Charles Quint, que l'on sent prochaine, sa succession semble assurée : son fils l'infant Philippe (futur Philippe II d'Espagne) hériterait de tous ses titres et domaines et pourrait prétendre à l'Empire.
Mais les autres États, et parmi eux ceux qui composent l'Empire, veulent éviter que la dynastie des Habsbourg ne confisque le pouvoir. Les princes protestants surtout sont opposés à ces souverains profondément catholiques. Ils créent alors « La Ligue de Heidelberg » pour tenter d'empêcher l'élection de Philippe à la tête de l'Empire.
Le 25 octobre 1555, Charles Quint renonce à ses différentes dignités et se retire au monastère de Yuste. Philippe lui succède alors sur le trône d'Espagne ; mais c'est le frère cadet de l'Empereur, Ferdinand, déjà archiduc d'Autriche et roi des Romains, qui est élu empereur (Ferdinand Ier). Ce partage de l'héritage de Charles Quint sépare en outre deux branches des Habsbourg, ceux d'Espagne (voir Habsbourg d'Espagne) issus de son fils Philippe, et ceux d'Autriche issus de son jeune frère Ferdinand.
Les pressions exercées par la Ligue de Heidelberg ont donc obtenu gain de cause. On peut penser également que pendant son règne épuisant, Charles Quint a jugé qu'un Empire aussi vaste et disparate serait ingouvernable pour ses successeurs.
Son lointain descendant et successeur, Charles VI, en partie héritier des deux branches des Habsbourg, devait de nouveau prétendre réunir - brièvement - les deux couronnes de l'Empire et de l'Espagne.